# UFC Fight Night: Moicano vs. Korean Zombie
UFC Fight Night: Moicano vs. Korean Zombie (também conhecido como UFC Fight Night 154 ou UFC on ESPN+ 12) foi um evento de MMA produzido pelo Ultimate Fighting Championship no dia 22 de junho de 2019, na Bon Secours Wellness Arena, em Greenville, Carolina do Sul.

## Background
O evento marca a primeira visita do UFC a Carolina do Sul.
O duelo nos penas entre Renato Moicano e o ex-desafiante dos penas Chan Sung Jung serviu de luta principal da noite.
A luta nos médios entre Markus Perez e Deron Winn estava programado para este evento. Entretanto, no dia 9 de maio, Perez saiu do combate devido a uma lesão e foi substituído pelo estreante Bruno Silva. Mas, no dia 16 de junho, Silva saiu do combate após cair no doping e foi substituído pelo veterano Eric Spicely.
O combate nos galos entre Cody Stamann e Rob Font era esperado para o evento. Porém, Stamann saiu do combate devido a uma lesão e foi substituído por John Lineker, sendo assim uma revanche do UFC 198, onde Lineker ganhou por decisão unânime. Por sua vez, Lineker saiu do combate no dia da pesagem após sofrer um corte na sobrancelha. Como resultado, a luta foi cancelada.

## Bônus da Noite
Os lutadores receberam $50.000 de bônus:
- Luta da Noite:  Deron Winn vs.  Eric Spicely
- Performance da Noite:  Chan Sung Jung e  Jairzinho Rozenstruik